# فروشگاه مایکروسافت (دیجیتال)
فروشگاه مایکروسافت (به انگلیسی: Microsoft Store) با نام پیشین فروشگاه ویندوز (به انگلیسی: Windows Store) یک برنامک فروشگاهی برای مایکروسافت ویندوز است که با ویندوز ۸ و ویندوز سرور ۲۰۱۲ آغاز شد. فروشگاه ویندوز همچنین اجازه خواهد داد که توسعه دهندگان برنامه‌های کاربردی دسکتاپ خود را تبلیغ کنند. در فروشگاه ویندوز هر دو برنامه کاربردی رایگان و پرداختی موجود است. برنامه‌های پرداختی در محدوده قیمت ۰٫۹۹ دلار تا ۹۹۹٫۹۹ دلار می‌باشد.برنامه نویسان و توسعه دهندگان نیز می‌توانند برنامه‌های آزاد و آزمایشی را ارائه کنند. فروشگاه ویندوز همزمان با ویندوز ۸ نسخه مصرف کنندگان که در تاریخ ۲۹ فوریه ۲۰۱۲ منتشر شد، دردسترس قرار گرفت. توسعه دهندگان و برنامه نویسان از ۳۸ کشور می‌توانند برنامه‌های کاربردی برای ویندوز فروشگاه ارسال کنند. این برنامه هم‌اکنون از ۱۰۹ زبان پشتیبانی می‌کند. البته این سرویس در ایران در دسترس نیست.